# Wiesenbaude (Berlin)

Ausflugslokal Wiesenbaude, um 1900

Die Wiesenbaude war ursprünglich eine kleine Stehbierhalle in Groß-Lichterfelde (heutiger Berliner Ortsteil Lichterfelde im Bezirk Steglitz-Zehlendorf), die 1897 einen umgesetzten Ausstellungspavillon der Berliner Gewerbeausstellung von 1896 erhielt und sich dadurch zu einem überregional bekannten Ausflugslokal entwickelte. Noch heute ist der Name Wiesenbaude als inoffizielle Ortsbezeichnung für die große Straßenkreuzung bekannt.

## Geschichte
Um 1880 wurde an diesem Ort an der Bäke-Niederung bereits ein erstes kleines Wirtshaus eröffnet. Hier trafen die Chausseestraße (heute: Hindenburgdamm), Wilhelmstraße (heute: Königsberger Straße), Teltower Straße (heute: Goerzallee), Zehlendorfer Straße (heute: Finckensteinallee) und Drakestraße zusammen.
Im Mai 1881 ging die weltweit erste elektrische Straßenbahn Groß-Lichterfelde zwischen dem Bahnhof Groß-Lichterfelde an der Anhalter Bahn und der Hauptkadettenanstalt in Betrieb. An dem später als Wiesenbaude bezeichneten Wirtshaus wurde eine Haltestelle Chausseestraße eingerichtet.

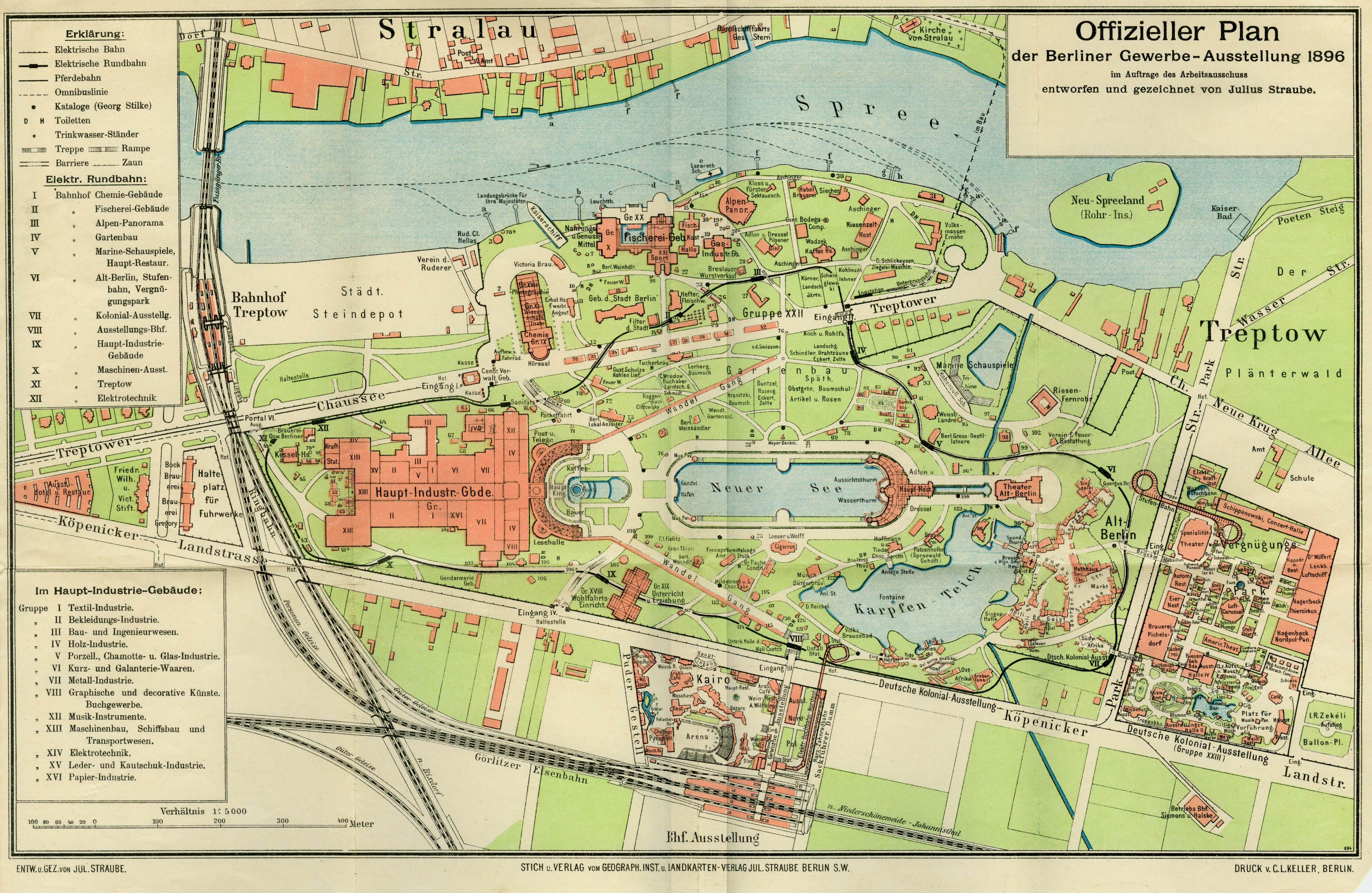
Berliner Gewerbeausstellung 1896

1897 konnte hier anstelle des alten Wirtshauses ein reich verzierter Ausstellungspavillon aufgebaut werden, der vom schlesischen Baumeister Riedel aus Görlitz für die Berliner Gewerbeausstellung 1896 in Treptow im Stil einer Riesengebirgsbaude entworfen und errichtet worden war. In diesem Pavillon schenkte die Berliner Weinhandlung F. W. Manegold u. a. den Echt Stonsdorfer Bitter aus, einen Kräuterlikör nach einem Rezept aus dem Riesengebirge. Der Pavillon befand sich im Vergnügungspark der Ausstellung östlich der heutigen Bulgarischen Straße und war auch im Inneren passend zu einer Riesengebirgsbaude dekoriert. Im Plan der Gewerbeausstellung ist der Pavillon mit „Riesen Geb Bde“ bezeichnet.
Da das Treptower Gelände nach dem Ende der Ausstellung im Oktober 1896 wieder freigeräumt werden musste, bot sich die Gelegenheit, diesen Pavillon nach Lichterfelde umzusetzen. Dort erhielt er den Namen Wiesenbaude, damit wurde der Name der seinerzeit sehr bekannten Riesengebirgsbaude Wiesenbaude in der Nähe der Schneekoppe übernommen. Die Lichterfelder Wiesenbaude wurde zunächst von Flori Florian Gottwald betrieben.
1917 übernahmen die Wirtsleute Anna und Wilhelm Franke, die bereits seit 1904 ein Lokal in Schöneberg betrieben, die Wiesenbaude zunächst zur Pacht und kauften sie später. Sie konnten das Gelände bis zum Teltowkanal erweitern. In der folgenden Zeit entwickelte sich die Wiesenbaude zu einem beliebten und überregional bekannten Ausflugslokal.
Im Juli 1923 wurde das Ausflugslokal Wiesenbaude während der grassierenden Hyperinflation Opfer von Metalldieben, die dem Schankwirt Franke Bierleitungen im Wert von damals 16 Millionen Mark raubten.
Die Adresse des Ausflugslokals Wiesenbaude lautete zunächst Giesensdorfer Straße 150 bzw. Drakestraße 2, als Eigentümer war im Adressbuch 1925 der Gastwirt W. Franke eingetragen. Seit 1939 wurde das Grundstück unter der Adresse Goerzallee 1 geführt.
Wilhelm Franke starb 1935, Anna Franke betrieb die Wiesenbaude weiter. Im Jahre 1943 brannte das Gebäude der Wiesenbaude durch Kriegseinwirkungen ab. Nach dem Zweiten Weltkrieg wurde an dieser Stelle von Anna Franke ein Neubau errichtet, um das traditionelle Ausflugslokal am 1. Juli 1950 wieder eröffnen zu können. Die neue Wiesenbaude bot rund 100 Gästen Platz. Am 15. Oktober 1954 konnte Anna Franke ihren 73. Geburtstag und gleichzeitig ihr 50-jähriges Jubiläum als Gastwirtin feiern.
1975 wurde die Wiesenbaude von Fayek Abdou, einem in Kairo geborenen Bauingenieur-Studenten, und seiner deutschen Frau übernommen. Das Restaurant hatte sich auf ägyptische Spezialitäten konzentriert und bekam den Namen „El Pharao“. Im Mai 1994 geriet das Restaurant wegen einer deutlichen Erhöhung der Pacht in die Schlagzeilen. Wegen Pachtrückständen wurde dem Restaurantbesitzer schließlich vom Bezirksamt gekündigt und eine Räumungsklage angestrengt. Nach Abschluss des Verfahrens wurde 2007 der Abriss des Restaurantgebäudes veranlasst.

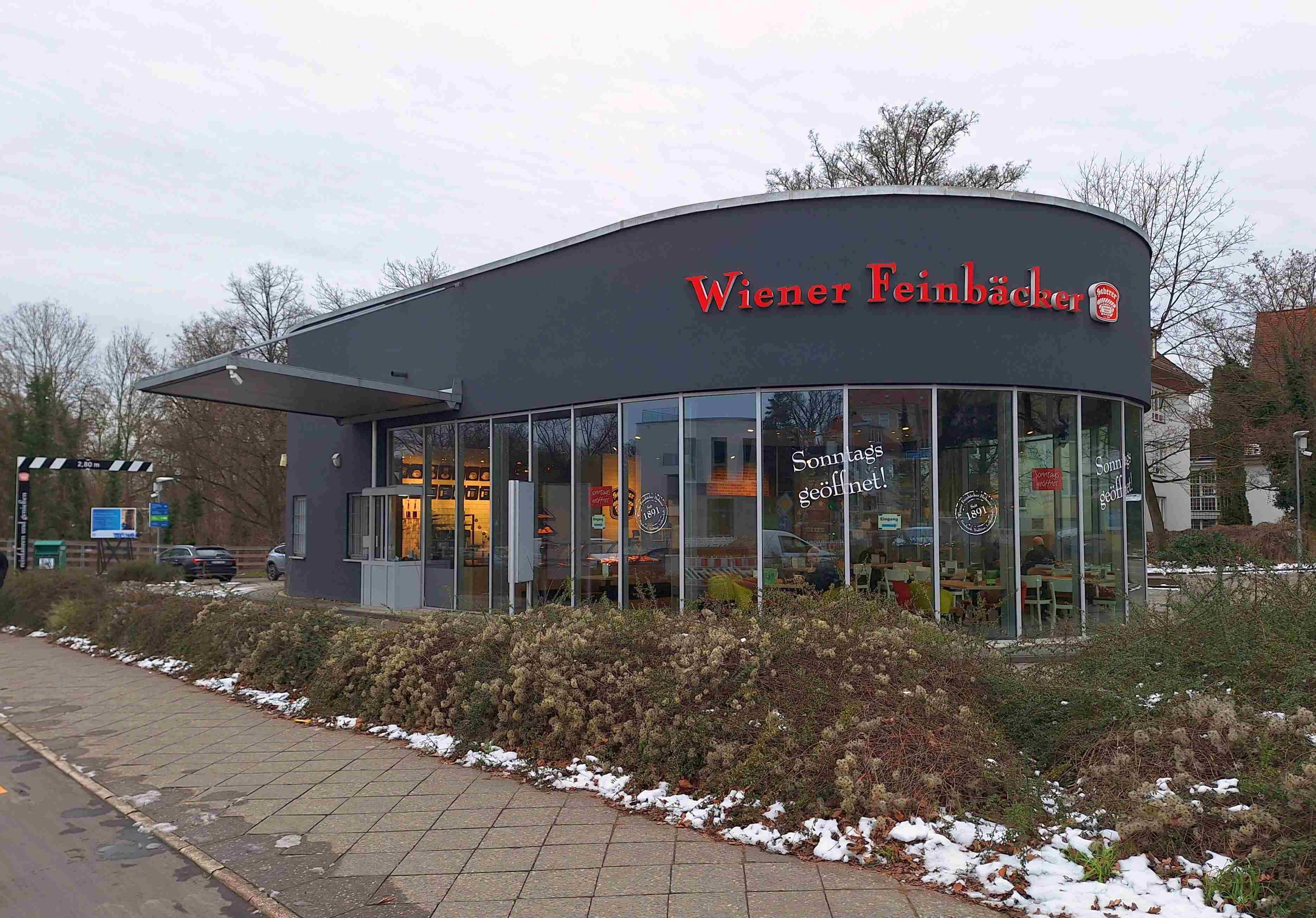
Am historischen Ort der Wiesenbaude steht heute ein modernes Kaffeehaus, 2025

An diesem Ort wurde ein modernes Kaffeehaus errichtet, das sogar als Drive-in-Café mit dem Auto angefahren werden kann. Das Gebäude war zunächst orangefarben angestrichen. Bei der Renovierung im Herbst 2023 erhielt es einen dunkelgrauen Anstrich. Der traditionelle Name Wiesenbaude wird allerdings nicht mehr geführt.
Im Linienverkehr der BVG wurde der Haltestellenname Wiesenbaude auch nach der Einstellung des Straßenbahnverkehrs noch beim Bus weitergenutzt. Zuletzt wurde dieser Name von den Buslinie 53 und 112 bis zum Mai 1994 verwendet.
Im 200-Kilometer-Plan von 1957 zum Ausbau der Berliner U-Bahn war eine Linie F (später Linie 10) vorgesehen, die im Süden bis zur Drakestraße (Wiesenbaude) verlängert werden sollte.
Der Name Wiesenbaude ist noch heute in der Umgebung präsent und wird u. a. vom Taxistand im Hindenburgdamm, von einem Sportplatz in der Goerzallee und einer Minigolfanlage in der Königsberger Straße verwendet. Der Name war auch noch lange Zeit ein Bestandteil der Taxifahrer-Ortskundeprüfung und lebt im Taxifahrer-Jargon weiter.

## Im näheren Umfeld

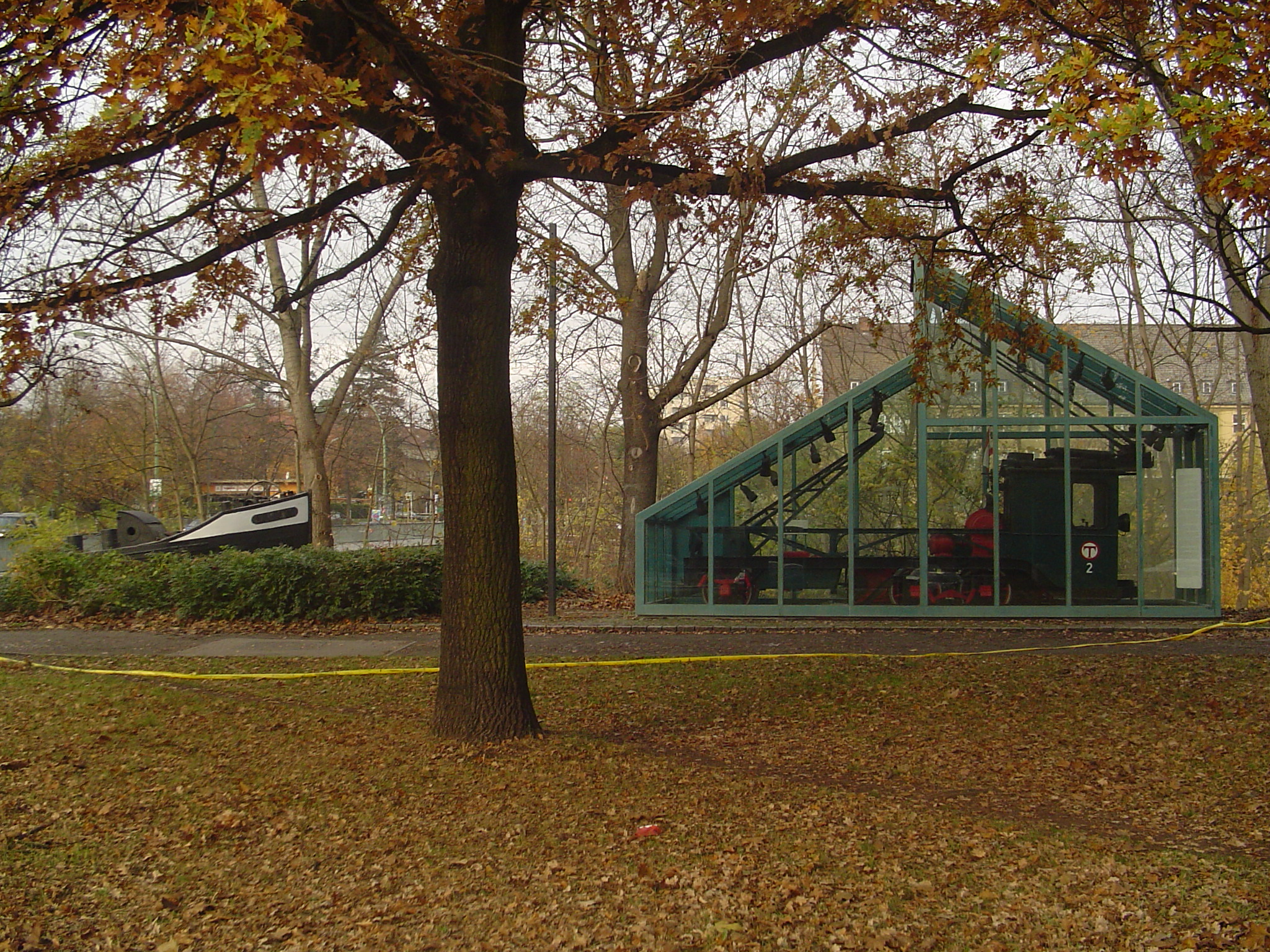
Ausgestelltes Ensemble mit Schiffsbug und Treidellokomotive am Teltowkanal, 2006

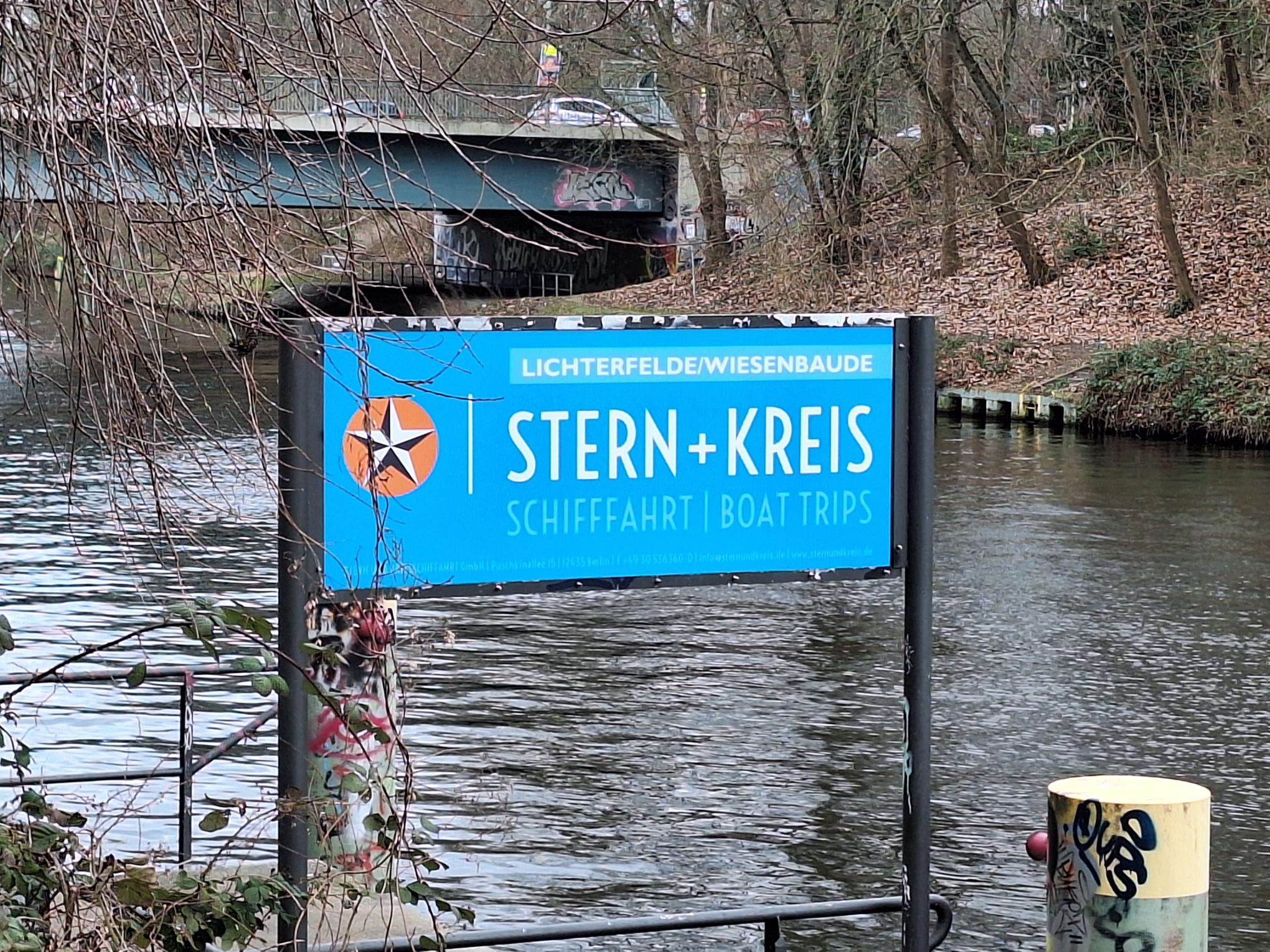
Anlegestelle Wiesenbaude am Teltowkanal, zur Zeit gesperrt, 2025

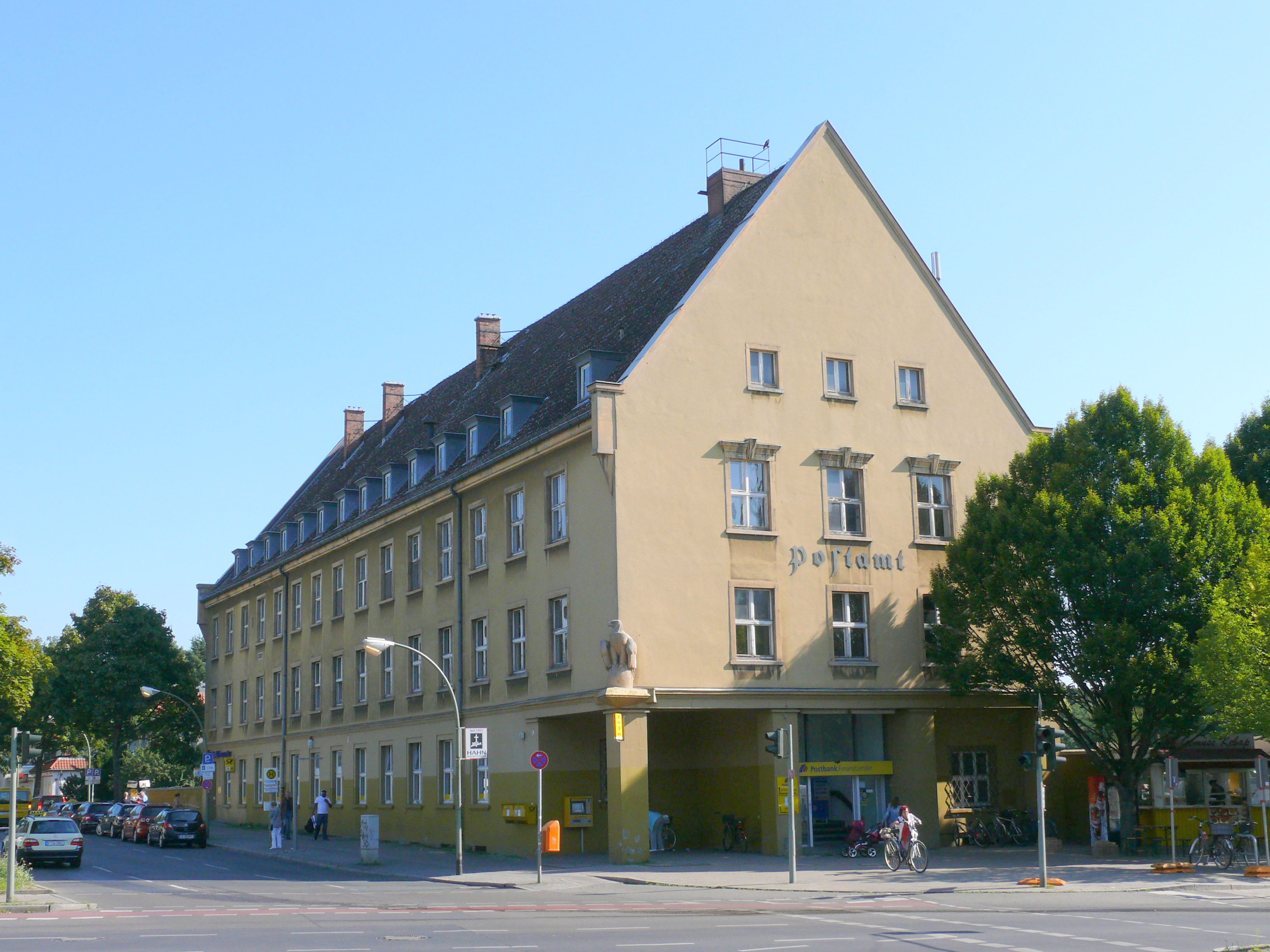
Postamt von 1925 bis 1929 gegenüber der Wiesenbaude, 2012

1897 wurde in der Nähe der Wiesenbaude am Anfang der Teltower Straße (heute: Goerzallee) das große Kornmessersche Waisenhaus gebaut, das von Hans Altmann entworfen wurde. Das Gebäude erlitt im Zweiten Weltkrieg schwere Schäden und musste später abgerissen werden.
Rund 500 m entfernt von der Wiesenbaude begann in der Teltower Straße die Drehstrom-Versuchsstrecke Groß-Lichterfelde–Zehlendorf, auf der in den Jahren 1899–1901 von Siemens & Halske wichtige Grundlagen zum Einsatz von Drehstrom im Eisenbahnbetrieb erforscht wurden.
1906 wurde in unmittelbarer Nähe im Verlauf der Bäke-Niederung der Teltowkanal eröffnet. Hier gibt sogar eine Anlegestelle für Ausflugsfahrten, die auch heute noch als Lichterfelde (Wiesenbaude) bezeichnet wird, aber derzeit (Stand Frühjahr 2025) wegen Bauarbeiten am Uferweg gesperrt ist. Unweit der Wiesenbaude befindet sich an der Emil-Schulz-Brücke auf der Ostseite des Kanals ein Denkmal zur Erinnerung an den Treidelbetrieb, das aus der Treidellokomotive Nr. 2 von Siemens (in der Glasumhausung) und dem Bug des Binnenschiffs Sans Souci besteht.
In den Jahren 1925–1929 wurde unmittelbar gegenüber der Wiesenbaude an der Ecke Hindenburgdamm / Königsberger Straße das große und markante Postamt Lichterfelde nach den Plänen von Postbaurat Robert Gaedicke gebaut, das unter Denkmalschutz steht. Es wird inzwischen nicht mehr als Postfiliale genutzt und soll nach Umbauten und Erweiterungen Wohnungen und Gewerberäume beinhalten.